# 恩常特希爾斯 (印地安納州)
恩常特希爾斯（英語：Enchanted Hills）是位於美國印地安納州科西阿斯科縣的一個非建制地區。該地的面積和人口皆未知。